# Ferricianuro de potasio
Ferricianuro potásico, también conocido como Rojo de Prusia, es un compuesto químico con la fórmula K3[Fe(CN)6]
Esta sal de color rojo brillante consiste en la coordinación del compuesto [Fe(CN)6]3−]. Es soluble en agua y su solución muestra alguna fluorescencia verde-amarilla.
3 K+ 

## Preparación
El ferricianuro potásico se fabrica pasando cloro a través de una solución de ferrocianuro potásico. El ferricianuro potásico se separa de la solución:
2 K4[Fe(CN)6] + Cl2 → 2 K3[Fe(CN)6] + 2 KCl

## Usos
Es utilizado como componente base en la preparación del
reactivo de Drabkin, utilizado para pruebas
cuantitativas de hemoglobina en sangre.
El fundamento de la reacción consiste en que el Fe (ΙΙ) de todas las formas de hemoglobina, con excepción de la sulfohemoglobina, es oxidado por el ferricianuro a Fe(ΙΙΙ) convirtiéndolas en metahemoglobina que, a la vez, reacciona con cianuro ionizado (CN-) formándose cianmetahemoglobina, un derivado muy estable que absorbe a 540 nm. La intensidad del color formado es proporcional a la concentración de hemoglobina total en la muestra.
Reacción:
HbFe (ΙΙ) + [Fe(ΙΙΙ)(CN)6]3-  → HbFe
(ΙΙΙ) + [Fe(ΙΙ)(CN)6]4-   
HbFe (ΙΙΙ) + CN-   →  HbFe(ΙΙΙ)CN
pH 7.2